# جوزف جان سورهوف
جوزف جان سورهوف (انگلیسی: B. J. Surhoff؛ زادهٔ ۴ اوت ۱۹۶۴) بازیکن بیس‌بال اهل ایالات متحده آمریکا است.
وی در مسابقات کشوری و بین‌المللی در مجموع برندهٔ ۲ مدال نقره، ۱ مدال برنز شده‌است.